# Masajoši Macukata
Masajoši Macukata (japonsky: 松方 正義; 25. února 1835 Kagošima – 2. července 1924 Tokio) byl japonský politik, premiér Japonska v letech 1891–1892 a 1896–1898. Několikrát též zastával funkci ministra financí (1881–1885, 1885–1892, 1895, 1896–1898, 1898–1900), celkem byl v tomto úřadě patnáct let. Působil též jako ministr vnitra (1880–1881, 1882). V letech 1917–1922 byl strážce tajné pečeti (poradce panovníka).

## Život
Narodil se v samurajské rodině. Oba jeho rodiče zemřeli, když mu bylo 13 let. Poté vstoupil do konfuciánské akademie panství Sacuma, kde studoval učení Wang Jang-minga, které zdůrazňovalo loajalitu k císaři.
Svou kariéru začal jako úředník provincie Sacuma. V roce 1866 byl poslán do Nagasaki, aby studoval západní vědy, matematiku a zeměměřičství. Po pádu šógunátu Tokugawa a zahájení éry Meidži pomáhal v Nagasaki udržovat pořádek. V roce 1868 byl jmenován guvernérem prefektury Hita (součást dnešní prefektury Óita), a to svým přítelem Okuboem, který byl mocným ministrem vnitra v nové vládě Meidži. Jako guvernér zavedl řadu reforem, nechal stavět nové silnice a otevřel přístav Beppu.
Jeho schopnosti byly brzy zaznamenány v Tokiu a po dvou letech, v roce 1871, byl povolán do hlavního města. Začal zde pro císařskou radu pracovat na návrzích daňové reformy, která rušila tradiční systém platby daní rýží a zaváděla platbu papírovými penězi. Přes značný odpor byl nový systém nakonec prosazen.
Jmenován ministrem financí byl v momentě, kdy japonskou ekonomikou zmítala velká inflace. Macukata reagoval politikou fiskální zdrženlivosti, která inflaci zkrotila, ale vyústila v to, co je někdy nazýváno "Macukatova deflace". Pád cen komodit způsobil, že mnoho menších vlastníků půdy přišlo o svá pole. Ekonomika se ale nakonec stabilizovala. Roku 1882 založil Nippon Ginkō, japonskou centrální banku.
Protože Japonsko bylo omezeno tzv. nerovnými smlouvami, nemohlo chránit svůj průmysl klasickými protekcionistickými opatřeními. To paradoxně Macukatovi a Japonsku pomohlo, neboť Macukata přišel s koncepcí, že stabilitu průmyslu musí zajistit export. Nedostatek vládních prostředků vládě také zabránil vytvářet státní podniky. Dohodla se proto se soukromými investory, že založí podniky, které budou plnit určité státní zájmy (systém zaibacu). I toto "řešení z nouze" japonské ekonomice v dlouhodobém horizontu značně prospělo. Roku 1897 jako ministr financí přijal zlatý standart.
Macukatovy úspěchy způsobily, že z císařské rady přešel na stejný post i do nové, první skutečně moderní vlády (roku 1885), a že pak sloužil jako ministr financí v sedmi z prvních devíti kabinetů.
Jeho premiérství je zajímavé tím, že se v souvislosti s ním začalo prvně veřejně hovořit o vlivu tajné ultranacionalistické Společnosti černého oceánu (Genjóša) na vládu. Během prvního premiérského mandátu rozpustil sněmovnu a v následných volbách zneužil i policii, přesto je prohrál.
Po odchodu z politiky si zachovával neformální vliv v ní (jako tzv. genró). Zastával též funkci prezidenta japonského Červeného kříže. V roce 1922 mu byl udělen titul prince.
Jeho syn Kódžiró Macukata se stal prezidentem společnosti Kawasaki a jeho sbírka umění se stala základem Národního muzea západního umění v Tokiu. Vnučka Haru se stala ženou amerického znalce japonské kultury Edwina O. Reischauera.